# 몬테페르디도

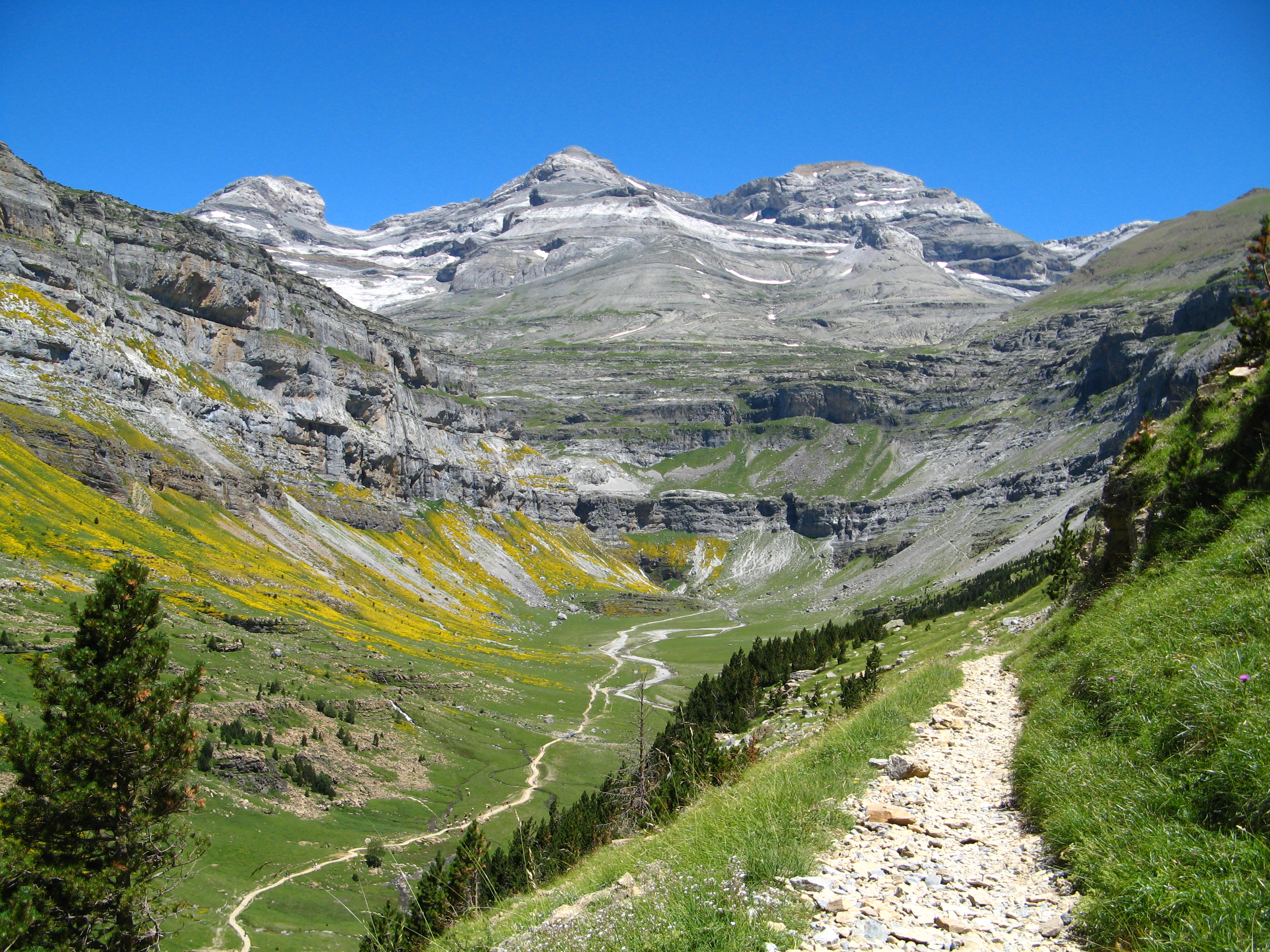

몬테페르디도(Monte Perdido)는 피레네산맥에서 3번째로 높은 산이다. 몬테페르디도의 최고봉은 3355미터이며 스페인에 위치해 있으며 프랑스에서는 보이지 않는다. 우에스카도의 북쪽에 서있다.
스페인 아라곤주에 몬테페르디도 국립공원이 위치해 있다.
눈길을 끄는 지형으로 인해 국립공원은 1997년 유네스코 세계유산으로 등재되었다.